# Batrachochytrium dendrobatidis
Batrachochytrium dendrobatidis és un fong de la classe dels quitridiomicets (Chytridiomycetes) que causa la malaltia de la quitridiomicosi. En la dècada després que es descobrís en amfibis el 1998, la malaltia devastà les poblacions d'amfibis de tot el món, en un declivi global que es considera una part de l'extinció de l'Holocè.

## Etimologia
El nom del gènere deriva de les paraules del grec batracho (granota) and chytr (pot de terra), mentre que el nom de l'epítet específic deriva del gènere de granotes Dendrobates.

## Distribució
Un estudi genètic suggereix que l'origen geogràfic del fong podria ser la Península de Corea. D'allí s'hauria estès per tot el planeta Terra.

## Sistemàtica
B. dendrobatidis és una espècie monotípica del gènere Batrachochytrium.

## Fisiologia
B. dendrobatidis pot créixer dins un ampli marge de temperatures (4-25 °C), amb l'óptim a 17-25 °C.

## Morfologia
B. dendrobatidis infecta la pell queratinitzada dels amfibis. El fong a l'epidermis té un tal·lus que porta rizoides i esporangis. Cada esporangi produeix un tub per on allibera espores.